# 479. poljska artilerijska brigada (ZDA)
479. poljska artilerijska brigada je poljska artilerijska brigada Kopenske vojske Združenih držav Amerike.